# Porsche-Diesel Junior 108 K / KH

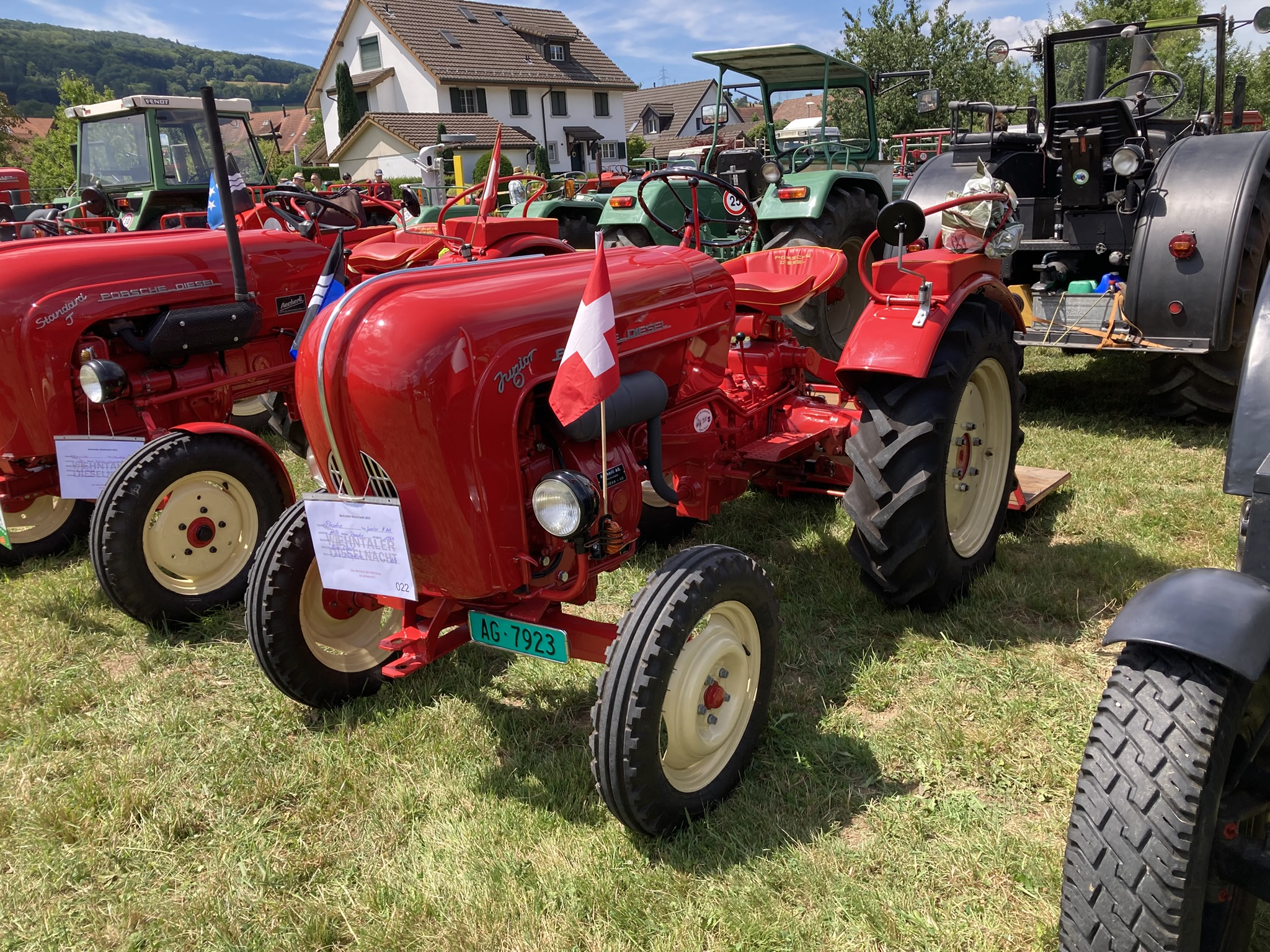
Junior 108 K, Baujahr 1960

Der Porsche-Diesel Junior 108 K / KH ist ein Traktor der Porsche-Diesel Motorenbau GmbH, die ihren Sitz in Friedrichshafen am Bodensee hatte und von 1957 bis 1961 den Porsche-Diesel Junior 108 K / KH mit einer Stückzahl von 3.000 Exemplaren produzierte.
Gegenüber dem Vorgängermodell war der Junior 108 K eine Kurzversion mit verbessertem Dieselmotor. Mit dem Porsche-Optima-Verbrennungsverfahren gelang es dem Porsche-Diesel Junior 108 K / KH eine um zehn Prozent verbesserte Leistung bei gleicher Drehzahl zu erzielen. Wie bereits andere Modelle von Porsche-Diesel erhielt auch der Porsche-Diesel Junior 108 K / KH eine Hydrostop-Einrichtung, die das Anfahren, Anhalten oder Lenken ohne Fahrer unmittelbar auf dem Schlepper ermöglichten und die Arbeit vereinfachte. Der Porsche-Diesel Junior 108 K / KH verfügte über insgesamt 8 Gänge (6 Vorwärtsgänge und 2 Rückwärtsgänge) und erreichte eine maximale Fahrgeschwindigkeit von 19,9 km/h. Die Modelle der Klasse Junior 108 KH erhielten zusätzlich eine Hydrokupplung unterschieden sich ansonsten aber nicht vom Standardmodell.